# Mega Alligators – The New Killing Species
Mega Alligators – The New Killing Species ist ein US-amerikanischer Tierhorrorfilm von Griff Furst aus dem Jahr 2013.

## Handlung
Die junge Avery kehrt nach ihrem Studium in ihre Heimatstadt in den Sümpfen von Louisiana zurück. Ihre Familie hegt seit Jahrhunderten einen Groll gegenüber der Doucette-Familie. Zum Missfallen ihres Vaters ist Avery in einer Beziehung mit dem Sohn des verfeindeten Familienoberhaupts. Die Doucettes sind Whiskey-Hersteller; eine schlechte Charge entsorgen sie im Fluss. Daraufhin mutieren die dort lebenden Alligatoren.
Diese neue Alligatorenart vermehrt sich schnell und ist Menschen höchst aggressiv gegenüber. Ihre Stacheln am Schwanzende können die Reptilien wie Bolzen abfeuern. Als viele menschliche Verluste zu beklagen sind, schließen sich die Robichaud-Familie und die Doucette-Familie zusammen. Schnell müssen sie feststellen, dass ein gebissener Mensch sich langsam ebenfalls in einen Alligator verwandelt, behält aber seine Menschlichkeit. So wird Avery von ihrem Vater nach dessen Verwandlung aus einem Sumpf vor dem Ertrinken gerettet.
Während des Kampfes gegen die Reptilien müssen beide Familien und die ansässige Polizeiwache viele Verluste hinnehmen. Auch Averys Freund kommt ums Leben, der sich vorher in einen Alligator verwandelte und gegen einen Artgenossen tödlich verletzt wurde. Am Ende gelingt es Avery alle Alligatoren in eine Scheune zu locken und diese anschließend mit einem Molotowcocktail anzuzünden. Aufgrund der Explosion verliert sie das Bewusstsein, wird aber von einem der Verwandelten aus dem Feuer gerettet. Mit diesem Alligator und ihrem neugeborenen Baby von ihrem toten Freund, lebt sie weiterhin am Fluss.

## Kritik
„Billig produzierter, schlecht inszenierter und gespielter Horrorfilm, der statt Grusel nur Langeweile erzeugt. Die lachhaft miesen Effekte erzielen noch nicht einmal den Hauch eines „trashigen“ Charmes.“